# The Best of Jon and Vangelis
Pour les articles homonymes, voir Best of.
Albums de Jon and Vangelis
Private Collection
(1983) Page of Life
(1991)
The Best of Jon & Vangelis est la première compilation du duo Jon and Vangelis, composé du chanteur Jon Anderson et du claviériste Vangelis, sortie après leurs trois premiers albums, en 1984.

## Titres
| No | Titre                            | Durée |
| -- | -------------------------------- | ----- |
| 1. | Italian Song                     |       |
| 2. | I'll Find My Way Home            |       |
| 3. | State Of Independence            |       |
| 4. | One More Time                    |       |
| 5. | A Play With A Play               |       |
| 6. | Friends Of Mr. Cairo             |       |
| 7. | Outside Of This (Inside Of That) |       |
| 8. | He Is Sailing                    |       |
| 9. | I Hear You Now                   |       |